# Основно стање
Основно стање у квантномеханичком систему је стање најниже енергије; оно се узима као стање нулте енергије система. Побуђено стање је свако стање са енергијом већом од енергије основног стања. Основно стање се у оквиру квантне теорије поља обично зове стање вакуума или само вакуум.
Ако постоји више од једног основног стања, она се називају дегенерисана. Многи системи имају дегенерисана основна стања. Она се јављају када постоји унитарни оператор који делује нетривијално на основно стање и комутира са Хамилтонијаном система.
По трећем закону термодинамике, систем који се налази на температури апсолутне нуле је у свом основном стању; тада је ентропија одређена дегенерисаношћу основног стања. Многи системи, као што су идеалне кристалне решекте имају јединствено основно стање и самим тим им је ентропија једнака нули на температури једнакој апсолутној нули. Могуће је и да највише побуђено стање има температуру једнаку апсолутној нули, што је јавља код система са негативном температуром.

## Примери
- Таласна функција основног стања честице у једнодимензионој потенцијалној јами је полупериодичан синусоидан талас који је једнак нули на двема ивицама јаме. Енергија честице је једнака {\displaystyle {h^{2}n^{2}}/{8mL^{2}}} где је {\displaystyle h} Планкова константа, {\displaystyle m} је маса честице, {\displaystyle n} је енергетско стање (при чему {\displaystyle n=1} одговара енергији основног стања), а {\displaystyle L} је ширина потенцијалне јаме.

- Таласна функција основног стања атома водоника је облика сферно-симетричне функције расподеле којој се центар налази на језгру. Расподела је највећа на центру и експоненцијално опада на већим растојањима. Вероватноћа налажења електрона је највећа на растојању од језгра које је једнако Боровом радијусу. Ова функција је позната као 1s атомска орбитала. За водоник, електрон у основном стању има енергију једнаку −13.6. Другим речима, 13.6eV је количина енергије коју треба довести атому да би се електрон ослободио.

- Од 1997. године, секунда се дефинише као време трајања 9.192.631.770 периода радијације који одговарају прелазима између два хиперфина нивоа основног стања атома цезијума-133 у стању мировања на температури од 0К.[1]